# Maran GR
| GR ist das Kürzel für den Kanton Graubünden in der Schweiz. Es wird verwendet, um Verwechslungen mit anderen Einträgen des Namens Maran zu vermeiden. |

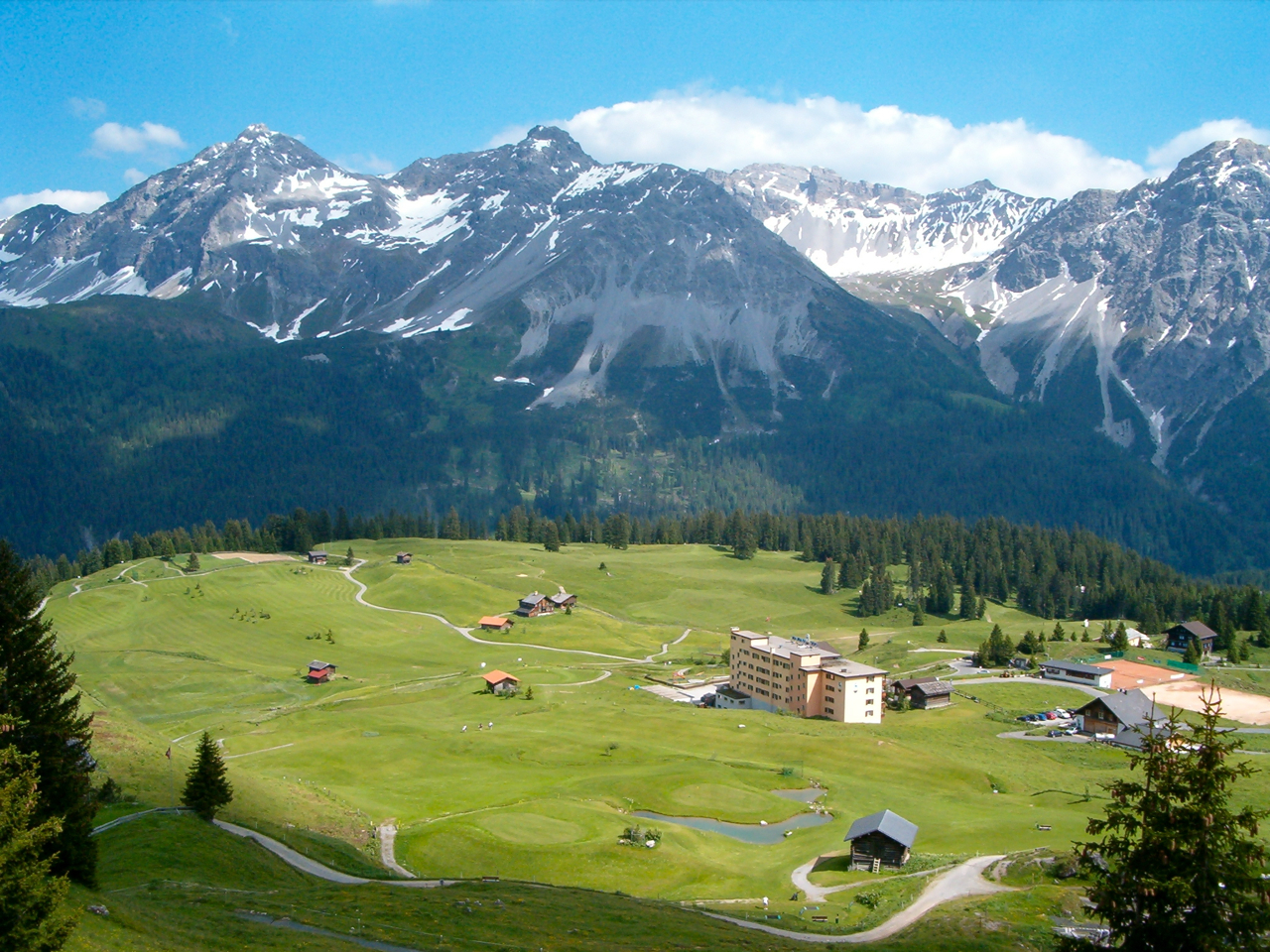
Das Hochplateau Maran mit Golfplatz vor den Aroser Dolomiten

Maran ist ein  Ortsteil der Bündner Gemeinde Arosa, der bis 1911 politisch zur ehemaligen Nachbargemeinde Peist gehörte.

## Lage und Beschreibung
Maran liegt auf 1862 m ü. M. nördlich oberhalb des Obersees auf einem aussichtsreichen Hochplateau zwischen Weisshorn, Prätsch und Litzirüti. Maran bestand ursprünglich aus einigen wenigen Einzelhöfen. Heute bildet das Golf- und Sporthotel Hof Maran das Zentrum der Siedlung, umgeben von einem der höchstgelegenen 18-Loch-Golfplätze Europas, dem Alpengarten der ETH Zürich, einem Schaugarten mit über 100 seltenen Kartoffelsorten aus dem Fundus der Stiftung Pro Specie Rara, der Milchzentrale der Churer Alp Maran, sowie einem Restaurant mit Tennisplätzen beziehungsweise einem Eisfeld. An der nahegelegenen Ringstrasse liegen diverse Wohn- und Ferienhäuser. Das Gelände um den Golfplatz wird zudem als Alpweide genutzt.

## Geschichtliches

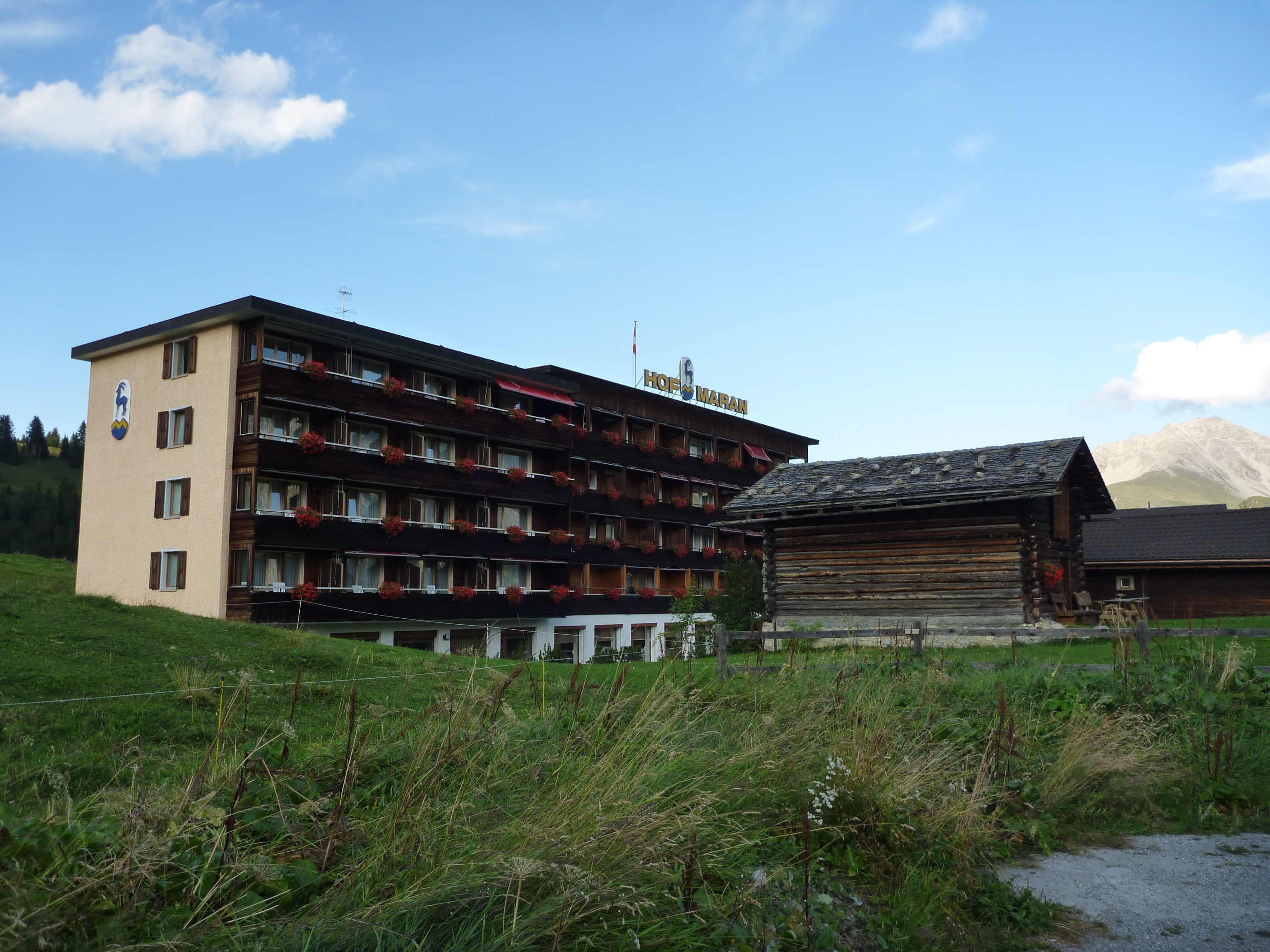
Der Hof Maran mit Sporthotel und früheren landwirtschaftlichen Gebäuden

Maran wurde 1222 als "Merans" urkundlich das erste Mal erwähnt. Der Name leitet sich vom spätlateinischen "majoria" (Meierhof) ab. Zu jener Zeit bewirtschafteten auf Maran rätoromanische Landwirte aus Peist Boden, der im Eigentum der Klöster Churwalden und St. Luzi stand.
Mit der Zuwanderung der Walser nach Arosa und Langwies im 13. und 14. Jahrhundert übernahmen die von Peist isoliert lebenden Maraner recht rasch die deutsche Sprache. Mit dem Bau des Aroser Bergkirchli 1493 nutzten dieses auch die Maraner als Gotteshaus, und seit der Eröffnung der ersten öffentlichen Schule in Arosa gingen die Maraner Kinder ebenfalls dort zur Schule. Das Maraner Alpgebiet erstreckte sich in jener Zeit über die Seehalde bis an das Nordufer des Obersees.
Nachdem die Maraner Bauern im Laufe der Zeit selbst Eigentümer ihrer Gutsbetriebe geworden waren, verkauften sie einige Anteile davon an die Gemeinde Fläsch, die diese ihrerseits an Churer Interessenvertreter weiterveräusserte. Die Stadt Chur konnte nach und nach einen immer grösseren Anteil am Maraner Boden erwerben, was immer wieder zu Differenzen – insbesondere bezüglich Wald- und Wassernutzungsrechten – mit den Einheimischen führte.

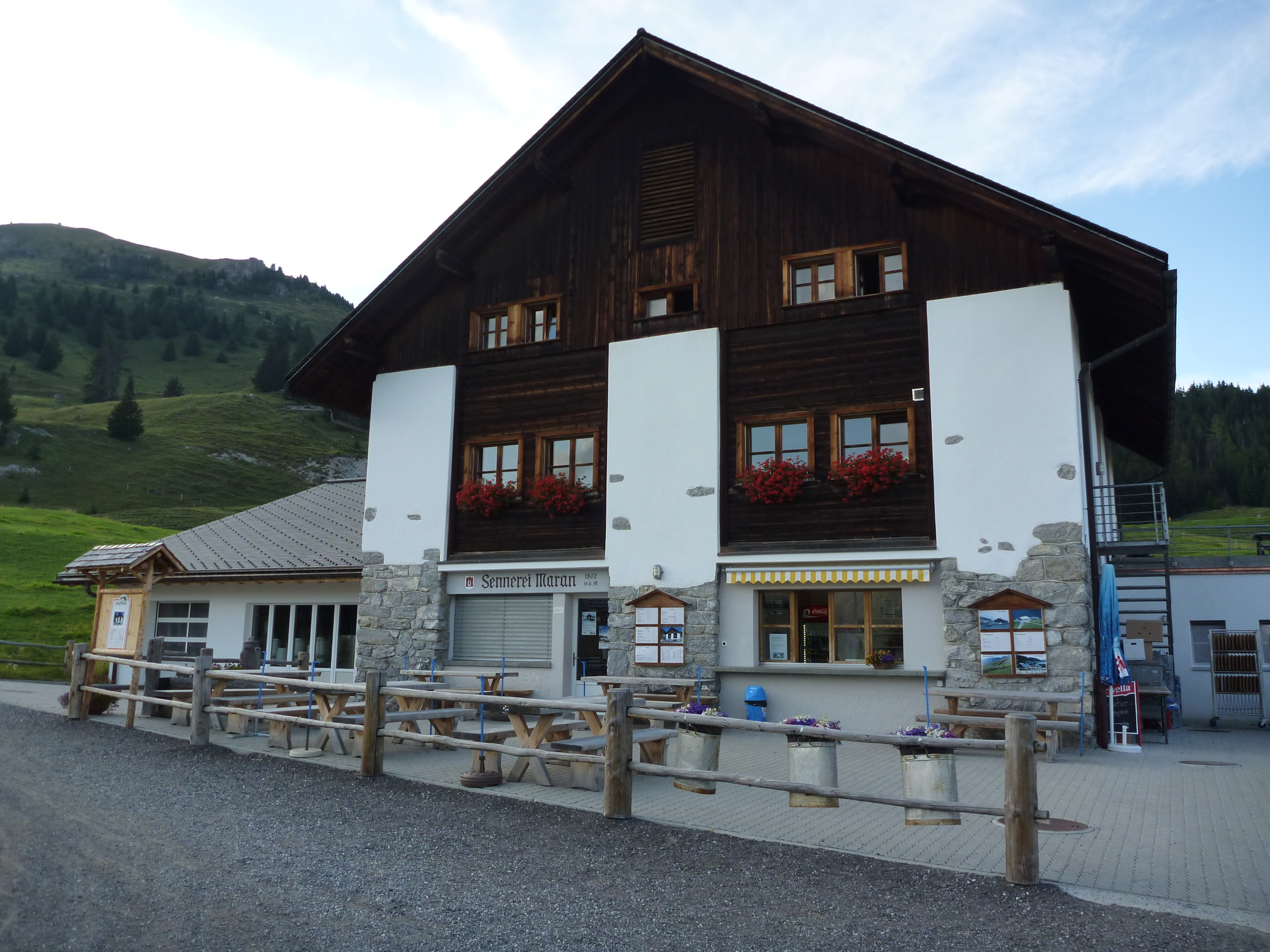
Die Sennerei Maran der Stadt Chur

Als um 1900 der Verkauf des Maraner Waldes an die Stadt Chur zur Diskussion stand, riet der Peister Interessenvertreter Hans Hold seiner Mandantin, diesem Verkauf nur dann zuzustimmen, wenn zugleich die territoriale Zugehörigkeit Marans neu geregelt werde. Hold befürchtete, dass die anstehende Expansion des Kurorts Arosa in Richtung Maran/Prätschli der Gemeinde Peist mannigfaltige neue Verpflichtungen und Bedürfnisse anheimstellen werde, was die Finanzmittel der Peister überfordern würde. Nach langen Verhandlungen verkaufte die Gemeinde Peist den Maraner Wald für 215'000 Schweizer Franken an Chur. Gleichzeitig kamen Arosa, Chur und Peist überein, das Gebiet Marans inklusive Prätschli in das Aroser Territorium umzugliedern. Der Grosse Rat Graubündens genehmigte das Geschäft schliesslich formell am 26. Mai 1911.
Um 1860 gehörte die verwitwete Maraner Landwirtin Eva Ardüser-Läry zu den ersten in Arosa, die in ihrem Bauernhaus Gästen gegen Entgelt Kost und Logis gewährte. Aus ihrem Anwesen entwickelte sich über die Jahre das heutige Golf- und Sporthotel Maran.

## Verkehr
Vor dem Bau der Schanfigger- und der Maranerstrasse verliefen die Hauptzugänge nach Maran vom Rütland beziehungsweise vom Schwarzsee her. Der Kirchweg nach Innerarosa führte über die Sattelalp beim Tschuggen. Maran wird von der Arosabahn nicht bedient und verfügt auch über keine Seilbahnzubringer. Der Arosa Bus verbindet Maran mit dem übrigen Dorf und dem weiter oben gelegenen Prätschli. Es führen diverse Wanderwege nach verschiedenen Richtungen.

## Sport und Freizeit

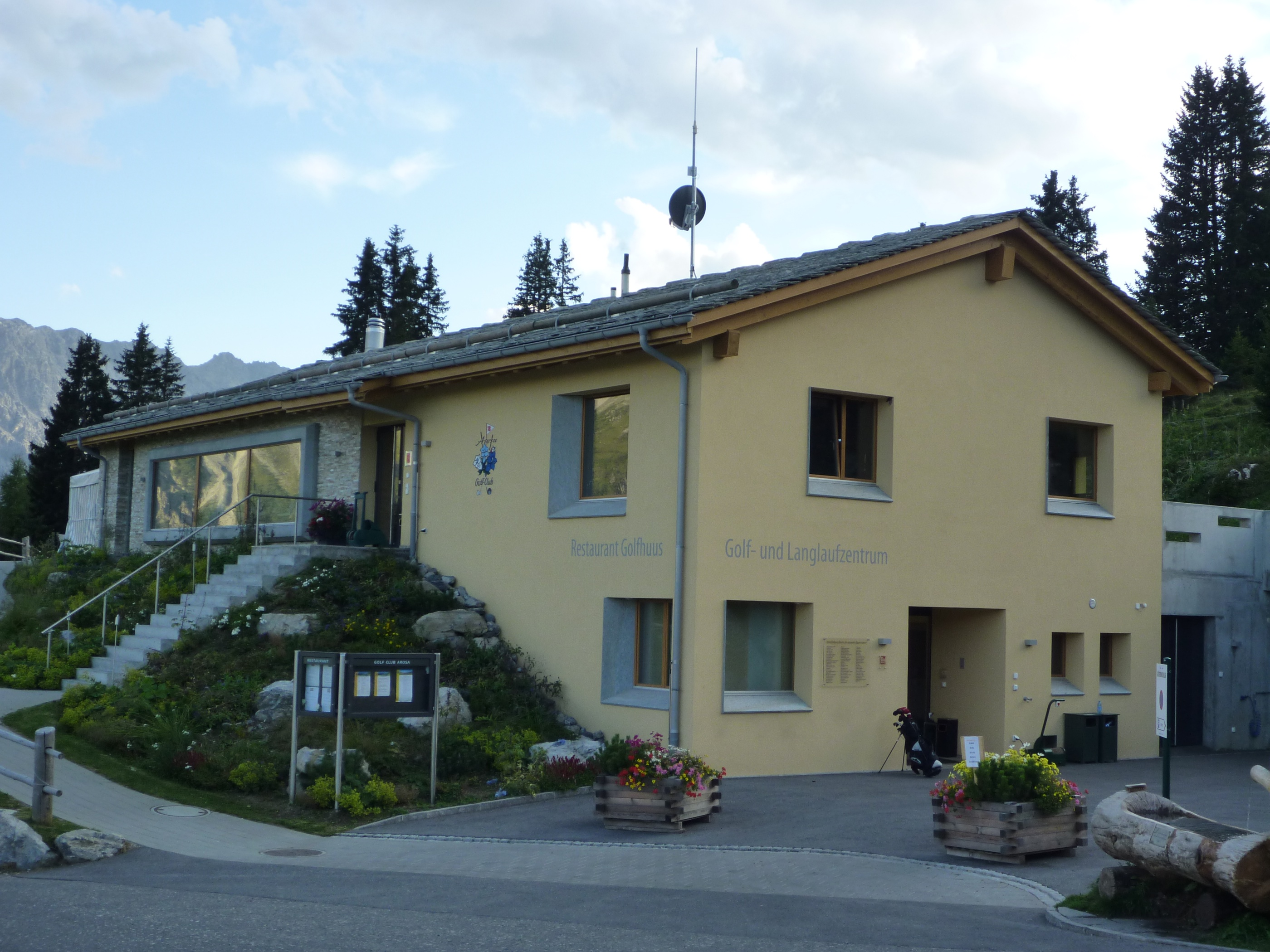
Golf- und Langlaufzentrum Maran

1914 entstand das Berghotel Prätschli, das in der Folge mehrfach erweitert wurde. 1929 erfolgte eine bedeutende bauliche Erweiterung des Hotels Hof Maran. 1930 wurden dort die Eisbahn, beziehungsweise die Tennisplätze sowie eine Bocciabahn eingerichtet. Am Unteren Prätschsee entstand eine Badeanstalt samt Rutschbahn. Das 1947 eröffnete Golfgelände auf dem Büel wird winters als Langlaufloipe genutzt. Um 1900 führte ein speziell hergerichteter Eisrun von Maran zum Obersee. Im Gebiet Gadenstatt befand sich ab Mitte der 1960er-Jahre ein Skiübungsgelände mit einem eigenen, rund 300 m langen Skilift Maran. Dieser stand zunächst in privatem Eigentum, wurde aber 1978 von den Arosa Bergbahnen übernommen, die ihn um 1990 ausser Betrieb setzten. Die ehemalige Talstation blieb noch bis 2014 erhalten. 1973 eröffnete Werner Geeser in Maran eine Langlaufschule. Seit 1998 ist das Gebiet der Maraner Alp durch den Skilift Prätschli direkt an das Aroser Skigebiet angebunden. Im Jahr 2001 erfolgte der Ausbau des Golfplatzes zu einer 18-Loch-Anlage unter Einbezug des Gebiets der Gadenstatt. Am 3. Oktober 2015 war das Maraner Gebiet Schauplatz des Mitteldistanz-Orientierungslauf-Weltcups 2015.